# Моніка фон Габсбург
Моніка фон Габсбург (нім. Monika von Habsburg), повне ім'я Моніка Марія Роберта Антонія Рафаела Габсбург-Лотаринзька (нім. Monika Maria Roberta Antonia Raphaela Habsburg-Lothringen Habsburg-Lothringen, нар. 13 вересня 1954) — австрійська ерцгерцогиня з династії Габсбургів, донька титулярного імператора Австрії Отто та принцеси Регіни Саксен-Майнінгенської.

## Біографія
Моніка та її сестра-близнючка Мікаела народились 13 вересня 1954 в місті Вюрцбург у Баварії в родині титулярного імператора Австрії, короля Хорватії, Богемії, Галичини та Володимерії Отто Габсбурга та його дружини Регіни Саксен-Майнінген. В сім'ї вже росла донька Андреа, а згодом з'явилися молодші: Габріела, Вальбурга, Карл та Георг.
У 25 років одружилася з 30-річним Луїсом Гонзагу де Казанова-Гарденас і Барон, герцогом Сантанжело. Весілля відбулося в Баварії 21 червня 1980 року. Подружжя має четверо дітей.

## Родина
Чоловік — Луїс Гонзагу де Казанова-Гарденас і Барон, герцог Сантанжело
Діти:
- Балтазар (нар.1981)
- Габріель (нар.1983)
- Рафаель (нар.1986)
- Сантьяго (нар.1993)